# 放送大学 (基幹放送)
放送大学（ほうそうだいがく）は、放送大学学園が実施する基幹放送のチャンネル名である。

## 概要
基幹放送の区分を規定する総務省令放送法施行規則別表第5号の第7放送番組による基幹放送の区分（3）にある大学教育放送であるとともに、第6放送事業者による基幹放送の区分（2）の学園の放送でもある。
千葉県に本拠を置く放送大学学園の主要な教育発信ツールとして、1985年4月1日に本放送を開始した。当初はテレビ・ラジオのいずれも関東広域圏向けに留まっていた。
当初はBSアナログ波で放送する計画が挙がっていたが、次期放送衛星の打ち上げ延期やBSデジタル放送の計画などで白紙となり、1998年1月21日からはスカパー!（当時はパーフェクTV!）を通じて全国放送をスタートし、受信環境さえ揃っていれば日本全国どこでも視聴・聴取することができるようになった。放送大学（テレビ・ラジオ）のみを視聴する場合はスカパー!の契約は不要であった。なお、後述のBSデジタルラジオ放送とは異なり、CSラジオ放送を録音することは可能であった。
その後2007年頃からBSで放送する計画が再び持ち上がり、2008年11月に総務省が委託放送事業者に認定する方針を打ち出したことでBSデジタル波での放送が実現することになった。2011年10月1日から、スカパー!に代わりBSデジタル波で全国無料放送されるようになった。
放送技術の仕様により、従来のアナログ放送に比べて地上・BSデジタル放送で約1秒、CS放送で約2秒のタイムラグがある。BSでのタイムラグは従来のCSに比べ、約1秒縮まっている。
放送大学の公式イメージキャラクターとして、本学出身の漫画家・こうの史代のデザインで学びを届ける伝書鳩をイメージした「まなぴー」が2008年9月に制定されている。

## 放送中の放送波

### BSデジタルテレビ放送
本部・演奏所（放送スタジオ）（千葉県千葉市美浜区若葉二丁目11番地）
- 物理チャンネル - BS-11ch / 合計16スロット（ラジオ含む）
- 論理チャンネル（2011年10月1日 - 2018年9月30日） 
  - 231：「放送大学BS1」
  - 232：「放送大学BS2」
  - 233：「放送大学BS3」
- 論理チャンネル（2018年10月1日 - 2023年3月31日）
  - 231：「BSキャンパスex」→「放送大学ex」
  - 232：「BSキャンパスon」→「放送大学on」
- 論理チャンネル（2023年4月1日 - ）
  - 231：「放送大学テレビ」（メイン）
  - 232：「放送大学テレビ」（サブ）
- 論理チャンネル枠 - 23x[注 2]
- 放送事業者 - 放送大学学園

BSでの放送開始に先立って、2011年7月からは「BSに（2）さあ（3）、いこう（1）」というキャッチフレーズが設定された。また、開始約2週間前の同年9月14日にはEPGに当チャンネルの番組表が追加され、10月1日に本放送を開始した。
元々スカパー!などのプラットフォームによって独自にチャンネルが設けられ、各サービスと契約して視聴する形態となっていた中、文部科学省はBSアナログ放送が終了する2011年度にCSからBSデジタル放送へ移行する計画を打ち出し、BSデジタル放送に係る委託放送業務の認定を総務省に申請、2009年6月10日に委託放送事業者に認定された。総務省も2008年11月28日に認定する方針を打ち出していたため、この時点で委託放送事業者に認定されることが確実となっていた。
BSデジタル放送開始後も千葉県千葉市に拠点を置いており、東京都以外に拠点を置く数少ないBSデジタル放送事業者となっている。
リモコンキーIDについては、「12」（地上波と同じID）がTwellVに割り当てられたのを最後に公式IDが事実上全て埋まっていたため、当局には公式IDは割り当てられなかった。なお、機種によっては基本の「グループA」に加えて「グループB」が存在し、それを含むと、当局は非公式のID「B-1」に登録されている（公式には「231ch」のように論理チャンネル番号表示を用いる）。2024年1月、同年6月30日に放送を終了した旧NHK BSプレミアムが使用していた「3」への再割り当てで衛星放送各社が合意した。
2011年10月1日の開局から2018年10月1日の再編までは、「231」から「233」までの3つが割り当てられ、一部の時間帯にはマルチ編成を行い、最大3つの異なる授業番組を放送していた。
2018年10月1日から2023年3月31日までは、231chは『人生100年時代における「学び直し」のきっかけにつながる』生涯学習支援番組や告知番組を放送する「BSキャンパスex（イーエックス、extension）」をハイビジョン画質で、232chは従来通りの授業番組を放送する「BSキャンパスon（オーエヌ、on campus）」を標準画質で放送する、常時マルチ編成となった（ただし、月曜・火曜未明のイメージソング・学歌放送時やラジオチャンネル誘導用のフィラー時など、exのみのシングルチャンネルとなる時間帯もあった）。テレビ放送のEPGアイコン及びウォーターマークも、231ch（ex）は「（シンボルマーク）BSキャンパスex」に、232ch（on）は「（シンボルマーク）BSキャンパスon」にそれぞれ変更された。これに合わせて、2011年10月1日から所有してた233chが消滅することになった。2020年4月1日からはウォーターマークのみ、以前の「（シンボルマーク）放送大学」に戻され、受像機のアイコンは、「放送大学<改行>（大学シンボルマーク）ex」（231ch）、「放送大学<改行>（大学シンボルマーク）on」（232ch）に変更された。
2023年4月1日からは、両チャンネルの名称やロゴが「放送大学テレビ」に統一され、231chをメインチャンネルに据えた「ほぼ24時間放送」の番組編成に改定。232chはサブチャンネルとなり、マルチ編成運用は一部時間帯のみとなった。232ch（SD画質）にて放送した授業番組も原則深夜帯に231ch（HD画質）で再放送することで、すべてのテレビ授業番組がHD画質で視聴可能となる。これに伴い、ウォーターマークも、「放送大学（改行）BS231」（メインチャンネル）、「放送大学（改行）BS232」（サブチャンネル）に変更された。
新しい4K放送事業者が開局することに伴うBS帯域再編に伴い、2024年11月11日にBSデジタル放送における物理チャンネルをBS-11chからBS-13chに移動した。

### BSデジタルラジオ放送
BSデジタル放送
- 論理チャンネル（3桁） - 531：「放送大学ラジオ」
- 論理チャンネル枠  - 53x

BSデジタルテレビ放送と同日の2011年10月1日には、BSデジタルラジオ放送（531ch）も開始。テレビ放送と同様に、2011年7月からは「BSにGO（ゴー=5）サ（3）イン（1）」というキャッチフレーズが用いられている。BSへの移行により、スカパー!での放送は2012年3月限りで終了した。
BSでのラジオ放送は、2007年（平成19年）にWINJが委託放送業務の認定を取り消されたことにより全局が廃局となって以来の復活となった。
BSデジタル放送でラジオ放送を聴く場合は、テレビのリモコンの3桁チャンネル入力で直接531を入力するか、テレビのデータ放送を起動し、リモコンの青ボタンを押すことで誘導できるようになっている（2018年10月1日から、BSラジオ受信中に、赤ボタンを押すとテレビ放送の231ch〈ex〉に、緑ボタンを押すとテレビ放送の232ch〈on〉にそれぞれ戻れる）。番組は音声のみとなるが、画面上には講義の題名や担当講師の氏名などが表示される。
ISDBの仕様により、BSラジオ放送の録音を禁止する信号が送出されており、テレビやデジタルチューナー内蔵のレコーダーでは直接録音することができない（外部端子で別のレコーダーを介するなどの方法を用いた録音は可能）。録音の方法については、2011年10月29日初回放送の『大学の窓』（テレビ放送）でも紹介された。
新しい4K放送事業者が開局することに伴うBS帯域再編に伴い、テレビ同様、2024年11月11日にBSデジタル放送における物理チャンネルをBS-11chからBS-13chに移動した。

## 過去の放送波

### 放送大学実験番組
1975年頃、「放送大学実験番組」が、一部の民放で放送されていた。

### 地上アナログ放送
- 東京本局（放送大学学園東京テレビジョン放送局） 16ch（JOUD-TV）、映像出力 50kW/音声出力 12.5kW
  - デジタル放送とは異なり、UHF送信アンテナはテレビ東京のアナログVHF送信アンテナから張り出す形でスキューアンテナを採用していたが、すでに撤去されている（2012年4月時点）。
  - 当初は本部から直接東京タワーに放送大学の放送を伝送していたが、後に、一旦幕張ベイタウン近くにある花見川無線中継所の鉄塔（約75m、美浜区打瀬3-103）に送出し、東京タワーに伝送したのち、東京タワーから放送エリアの世帯に向けて送出する[16]形に変更した。
  - 東京における物理16chでは、2012年10月よりTOKYO MXが東京スカイツリーよりデジタル放送（JOMX-DTV、出力3kW、リモコンキーID「9」）を送信している。
  - アナログ放送は在京VHF局と同じ出力だがUHFで送信している上、中継局も1つしかないため、放送区域は在京VHF局に比べ若干狭くなる。放送区域内世帯数は約1320万世帯で、在京VHF局に比べて約80万世帯少ない。
  - 1985年以降、かつては年に2回から3回ほど減力放送を行っていた（東京タワーからの出力を30kWや10kWに減力、2:00以降に無音の状態でカラーバーを送出。減力放送やテスト放送の際は「放送大学学園テレビジョン」のロゴをカラーバーの右下に表示していた）。
- 前橋中継局（放送大学学園前橋テレビジョン放送局）（群馬県渋川市） 40ch、映像出力 1kW/音声出力 250W
- 大井町中継局（SHFによる送信）（東京都品川区） 64ch、映像出力 50mW/音声出力 5mW
- 山下町中継局（SHFによる送信）（神奈川県横浜市中区） 65ch、映像出力 100mW/音声出力 10mW

1985年4月1日に関東広域圏向けに地上アナログ放送を開始。アナログ放送時代のリモコンポジションは特に指定されておらず、他の局が使用していない「2」・「5」・「9」・「11」のいずれかに自動的に割り当てられていた。コールサインはJOUD-TV（東京 16ch）。1998年1月20日までは番組の切れ目が正時になる場合と放送開始・終了が正時の場合は時報が入っていたが、パーフェクTV!(現・スカパー)との同期放送開始以降は取りやめられた。平成23年度第1学期授業期間が終了する2011年7月22日1時15分（21日深夜）で通常番組の放送を終了した。

### FMラジオ放送
- 東京本局（東京タワー、東京都港区）
  - コールサイン - JOUD-FM ほうそうだいがくがくえんとうきょうエフエム（放送大学学園東京FM）
  - 周波数 - 77.1MHz、出力 - 10kW
- 前橋中継局（群馬県高崎市）
  - 周波数 - 78.8MHz、出力 - 1kW

テレビと同日の1985年4月1日にFM波で放送を開始した。コールサインはJOUD-FM（東京 77.1MHz）。 テレビの地上アナログ放送と同様、1998年1月20日までは番組の切れ目が正時になる場合と放送開始・終了が正時の場合は時報が入っていたが、パーフェクTV!(現・スカパー)との同期放送開始以降は取りやめられた。FM放送は2018年9月30日23:15をもって放送授業の放送を終了。該当周波数跡地は後に臨時災害放送局の専用周波数に転用することが2022年7月に総務省関東総合通信局から発表された。

### スカパー!
- 205チャンネル（テレビ）
- 500チャンネル（ラジオ）

1998年1月21日にパーフェクTVでの放送を開始し、標準画質で放送されていた。2012年3月31日24:00を以って終了した。

### 地上デジタル放送
- 東京本局（東京タワー、東京都港区）
  - コールサイン - JOUD-DTV ほうそうだいがくがくえんとうきょうデジタルテレビジョン（放送大学学園東京デジタルテレビジョン）
  - 出力 - 5kW
  - 物理チャンネル - UHF 28ch
  - リモコンキーID - 12
  - 論理チャンネル（3桁） - 121・122・123
- 前橋中継局（群馬県渋川市）
  - 物理チャンネル - UHF 28ch
  - 出力 - 100W

地上デジタル放送は2005年7月29日に免許申請、同年11月15日に予備免許交付を経て2006年12月1日に放送を開始した。コールサインはJOUD-DTV（東京 28ch）、リモコンキーIDは地上基幹放送局で唯一の「12」。
関東広域圏を放送対象地域としているが実際には他局と異なり東京タワー送信所と前橋中継局のみが置かれており、実際のエリアは他局より狭い。東京都内に親局を構えるテレビ局では唯一、東京スカイツリーの完成後も設備を移設しなかった。なお、ワンセグでの放送も行っていない。
経費等の削減による経営の効率化などのため、2018年9月30日23時15分をもって放送終了、10月30日午前11時59分まで移行告知とBSキャンパスexの番組を流し、正午に停波。日本の地上デジタルテレビ放送史においては、初の完全廃局であった。この空き周波数については、LuckyFM茨城放送が地上波テレビジョン放送での利用を提案している。

## 再送信

### ケーブルテレビ
ケーブルテレビでは、テレビとラジオのチャンネルを同一か別々にしているかは局により異なり、テレビのみを配信している局もある。双方を別に配信している場合、ラジオについてはセットトップボックス（STB）等の受信機によっては別途工事が必要な場合もある。同じチャンネルで双方を配信している場合は、主音声でテレビ番組、副音声でラジオ番組を配信する音声多重放送の形式となる（映像はテレビ番組のものを流す）。また、システム上の都合でBS衛星放送のパススルーに対応していない局もある（その場合はSTBで視聴する）。
関東圏はほとんどが地上波放送の再送信、それ以外の地域ではJDS（およびi-HITS）やJC-HITS経由でBSデジタル放送を配信していた。また衛星ラジオ放送の音声をFM放送に周波数変換をしたうえで配信する場合もある。
2011年10月1日のBSデジタル放送の開始後は、従来のCSから順次BSに切り替えたが、周波数領域の問題上、2018年3月31日まで、従来のCS領域で配信する局（この場合は局により、マルチ編成を視聴できない場合あり）も一部に存在したため、学園側は（地上波を再送信している関東圏の事業者も含めた）全ての事業者にBS再送信を要請し続けたものの、結局CSからBSに移行せず2018年3月31日で配信そのものを終了した事業者（ジュピターテレコム（J:COM）など）も現れた。i-HITSでの配信も2018年3月をもって停止した。

### radiko
- 2024年3月31日終了
- 放送局記号 - HOUSOU-DAIGAKU
- 通常配信対象地域 - 日本全国
- プレミアム配信 - システム上の配信は行っているが、通常配信で日本全国を対象としているため、プレミアム加入なしでも番組の聴取が可能。
- タイムフリー配信 - BSデジタルラジオ放送との同時配信終了後、約1週間のタイムフリー配信が行われている。一部プログラムはタイムフリー配信が行われない場合がある。2023年度のタイムフリー対応率は85.4%

2012年4月2日からはIPサイマルラジオ「radiko」でラジオ放送が日本全国に配信されている。当初はFM放送（JOUD-FM）を使用していたが、FM廃局後の2018年10月以降は配信ソースをBS531に変更したうえで継続されている。
2024年3月31日18時15分をもってradikoでの配信を終了した。これについて同大学は、「radikoでの配信開始時から比べて、『システムWAKABA』（同大学生専用のインターネットストリーミング配信サービス）の操作性が向上したことや、運営経費の効率化・費用対効果を総合的に加味したもの」としており、今後radikoを利用している非学生は一部の講義（全15回を全部視聴できるものと、第1回のみのものとがある）を視聴できる「オープンコースウェア」での視聴を促すように呼び掛けている。

## 放送の流れ

### 講義の形式
放送を通じての講義は週1回・45分（番組自体は44分）で、全15回=15週間である（「特別講義」を除く）。オープニングやエンディングの音楽は専攻など用途別に決められている。「特別講義」は45分の整数倍（1を含む）の時間で放送が終わるようになっており、一週間に一度放送枠が確保されているほか、「特別編成期間」（7月15日 - 9月30日、1月14日 - 3月31日）に通常の授業の再放送と共に長編ものを中心に多く放送されている。「集中放送期間」は前期（7 - 9月）、後期（1 - 3月）の放送授業期間終了後、この期間中に放送された講義をもう一度第1回から同じ時間にまとめて集中再放送するとともに、特別講義・番組、また新規入学希望者を対象とした学校案内や、年度末には「学位単位授与式（卒業式）」の生放送も行われる。以前は、「年末年始学習期間」なども設定していたが、2023年度以降は設定されなくなった。
1回44分間の授業番組が終わった後には、ステーションブレークとして1分間の環境映像もしくは放送大学に関するCMが挿まれるが、これは直前の番組に付随しているものであり、学習センター等で番組を視聴すると最後まで視聴することができる（テレビは映像の続きが無音で30秒ほど流れフェードアウトする。ラジオでは1フレーズ目のアレンジがもう1フレーズほど流れてフェードアウトする）。
「生涯学習支援番組」は様々な学びの機会を視聴者に提供することを目的としているため、放送大学の学生以外についても視聴の対象としている。このため、同番組の質を高める目的で調査会社に委託した上で視聴者モニターを募集することもある。

### 放送日程と時間帯
一般的な学校が長期休暇（春・夏・冬休み）の期間中も、学期中に行われた授業の復習を目的に「再放送」が行われるのが慣例となっている（以下の「集中放送授業」）。
後述するようにBS・ケーブルテレビ（2018年9月までは地上波も）を通じて放送しているが、そのいずれかで放送事故（字幕放送の送出ミスも含む）が発生した場合は、未明・早朝帯の放送休止の時間帯を使って後日再放送される（全波共通）。また、国政選挙に関わって、投票日に放送予定だった内容を放送休止（フィラーに差し替え）し、選挙後の放送休止等の時間帯に枠移動して放送することもある。
実施時は1週間から2日ほど前以降、番組間の1分間の環境映像の放送中にマスター送出のテロップ（読み上げあり）や、ホームページで随時告知される。月曜日や火曜日の未明に行われる場合は、最終番組のイメージソング・学歌は休止となる。放送終了時刻の繰り下げや、放送開始時刻の繰り上げも行われる。
なお、未明・早朝帯を放送休止としているのは「学生の健康を考慮するため」である。2023年（令和5年）4月1日より、231chでは、日曜日の深夜（正確には月曜日の0:15から6:00までの間）を除き、事実上24時間放送となる編成に変更し、5:15からの45分のみ放送休止となる。
2023年4月1日以降
- 放送期間・授業期間（上半期=4 - 7月、下半期=10 - 翌年1月）
  - 2023年度第2学期
    - テレビ231ch
      - 日曜…6:00 - 翌0:15、月曜 - 土曜…6:00 - 翌5:15

    - テレビ232ch
      - 日曜…12:00 - 14:15、月曜 - 金曜…12:00 - 19:30、土曜…12:45 - 19:30（これ以外の時間帯は、231chで放送）

    - ラジオ531ch
      - 日曜・月曜…6:00 - 翌0:15、火曜 - 木曜…6:00 - 翌0:45、金曜・土曜…6:00 - 翌0:00

  - 2023年度第1学期[28]
    - テレビ231ch
      - 日曜…6:00 - 翌0:15、月曜 - 土曜…6:00 - 翌5:15

    - テレビ232ch
      - 日曜…12:00 - 14:15、月曜 - 金曜…12:00 - 19:30、土曜…12:45 - 19:30（これ以外の時間帯は、231chのみ放送）

    - ラジオ531ch
      - 日曜・月曜…6:00 - 翌0:15、火曜 - 木曜…6:00 - 翌0:45、金曜・土曜…6:00 - 翌0:00
- 集中放送授業
  - 土曜・日曜…6:00 - 翌0:00（231ch）、6:00 - 18:15（ラジオ、司書教諭科目の放送がある土日のみ21:45まで）
    - 232ch単独での放送編成はない

  - 月曜 - 金曜…6:00 - 翌0:00または翌2:15（テレビ・ラジオ共通）
    - 12:45〜13:30及び18:00〜19:30は232ch単独の放送編成はない
- 「年末・年始学習期間」（下半期…年末年始）
  - 「集中放送授業」に同じ

2023年3月31日まで
- 放送期間・授業期間（上半期=4 - 7月、下半期=10 - 翌年1月）
  - 2022年度下半期
    - テレビ231ch・232ch
      - 日曜・月曜…6:00 - 翌0:15、火曜 - 木曜…6:00 - 翌0:00、金曜・土曜…6:00 - 翌0:45

    - ラジオ531ch
      - 日曜・月曜…6:00 - 翌0:15、火曜 - 木曜…6:00 - 翌0:45、金曜・土曜…6:00 - 翌1:30

  - 2022年度上半期
    - テレビ231ch・232ch
      - 日曜・月曜…6:00 - 翌0:15、火曜 - 土曜…6:00 - 翌0:45

    - ラジオ531ch
      - 日曜・月曜…6:00 - 翌0:15、火曜 - 木曜…6:00 - 翌0:45、金曜・土曜…6:00 - 翌1:30
- 集中放送授業
  - 日曜・月曜…6:00 - 翌0:15（テレビ・ラジオ共通）
  - 火曜 - 土曜…6:00 - 翌0:00（テレビ・ラジオ共通）
- 「年末・年始学習期間」（下半期…年末年始）
  - 「集中放送授業」に同じ
- 過去の放送時間帯
  - 2018年度第1学期の同7月中旬までは水曜日から土曜日は5:15開始だった
  - 2019年度まではゴールデンウィーク中にも「ゆとりの時間」の名称で集中放送期間が設けられていた。
  - テレビ放送のマルチ編成（地上波・BS、全期間共通、2018年9月まで）
    - 13:00 - 14:30、20:45 - 23:00

## 広告について
実質的に国の管理下にあり、NHKと同様に国営放送と捉えられることもある（「放送大学学園#放送大学学園法と法人格」にあるように、旧法人は政府による全額出資であったため、事実上の国営放送となっていた）。
現在は政府の資本がなくなったことから、NHKと同じく公共放送に分類される。このため営利目的の広告をしておらず（放送法第90条第1項）、商業広告による収入を得ていない。運営資金は学生から納入される学費と、文部科学省などから大学に支給される補助金その他の収入によって賄っている。
営利目的ではない広告は番組の前後に流される。例として、地上デジタル放送普及促進やNHK・民放を含むBSデジタル21社共同キャンペーンによるCM（デジタル放送推進協会）がある。

## キー局の支援
大学の設立当初には、NHKやテレビ朝日から番組制作や技術支援を受けていた。NHKは古くから教育テレビ（Eテレ）を運営しており、ノウハウを持っていたことが理由。テレビ朝日は学校放送に特化した『日本教育テレビ』（後のNETテレビ）として開局し、現在に至るまで民間放送教育協会の幹事社として教育・教養関連の番組を制作している実績があるためである。
授業の収録は東京・六本木のテレビ朝日六本木センターと、赤坂（溜池の日本自転車会館）の日本短波放送（ラジオたんぱ、現・日経ラジオ社（ラジオNIKKEI））のスタジオにて行われた。ラジオたんぱのスタジオが選ばれたのは、日本教育テレビの開局にあたり同社が日本経済新聞グループの一員として関わった縁と、学園を所管する文部省、そしてテレビ朝日に最も近いという2つの理由があった。なお日経ラジオ社も、開局以来ラジオ講座を持っている。
技術支援をNHKより受けていた繋がりから、放送大学学園の教職員にNHK出身者が在籍する（理事など）。現在は放送大学本部に収録スタジオを保有していることからNHK、テレビ朝日との関係はなくなったもののNHKの子会社で教育テレビの番組制作を手掛けるNHKエデュケーショナルが番組制作協力にあたっている。

## アナウンサー
放送を通じた教育を行っているため、放送大学学園には常勤のアナウンサーが置かれている。
『キャンパスガイド』あるいは『大学の窓』のレポートや放送授業のナレーションを行うほか、放送授業担当講師と共に司会、学生役、話し相手として番組の進行役を担うこともある。

## 関係者一覧
- 放送大学の人物一覧